# 周恩來 (電影)

电影海报

《周恩來》是廣西電影製片廠1991年拍攝的電影，敘述文化大革命期間周恩來的各種政治活動。飾演周恩來的特型演員王鐵成在本片中的扮相被公認為經典。本片上映時轟動全中國，票房據稱為兩億人民幣，觀影人次達一億人以上。
全片在人民大會堂、中南海西花廳、釣魚台國賓館、305醫院等地實景拍攝。影片長度約157分鐘。

## 劇情簡介
红卫兵在全国掀起的极左运动令时任国务院总理的周恩来（王铁成 饰）忧心忡忡，周恩来在国家危局中挺身而出，维护贺龙、陈毅等老同志、老战友。为了保证国家建设周恩来力促鞍钢恢复生产。1966年邢台地震，他赶赴一线督促重建。七十年代中美开始了多个层面的接触，周恩来会见基辛格，在接见美乒代表队时笑谈嬉皮士，促进了两国关系的正常发展。1971年，周恩来着力粉碎了林彪团伙颠覆国家的阴谋。长期的高强度工作，令周恩来身体每况愈下，体内查出了癌细胞。周恩来带病回到老区延安探访，当地民众贫穷的生活令他无法释怀，指派北京专家帮助延安脱贫。四人帮的活动日益猖獗，周恩来力主邓小平、叶剑英回到重要岗位，与四人帮继续周旋斗争。

## 主要演員
- 周恩來：王鐵成
- 鄧穎超：鄭小娟
- 衛士長：全解放
- 護士長：蔣躍邠
- 張大夫：李志新
- 吳大夫：申　良
- 毛澤東：張克瑤
- 朱　德：劉懷正
- 鄧小平：盧　奇
- 葉劍英：張雲立
- 陳　毅：劉錫田
- 賀　龍：高長利
- 董必武：鄭　榕
- 廖承志：劉斯民
- 羅青長：王懷文
- 熊向暉：顧邦俊
- 薛　明：鄭振瑤
- 楊德中：張玉善
- 孫維世：王惠源
- 林　彪：王希鐘
- 江　青：劉　群
- 康　生：顧　嵐
- 葉　群：張安安
- 張春橋：林　毅
- 姚文元：馮錫祥
- 王洪文：王維國

## 製作人員
- 導演：丁蔭楠
- 編劇：宋家玲、丁蔭楠、劉斯民
- 顧問：丁嶠、金沖及、石方禹
- 監製人：高鴻鵠、胡健
- 攝影：于小群、雷甲銘
- 美工：李文光、劉升、王大雨、舒剛
- 作曲：程大兆
- 錄音：林光、黃明光
- 製片主任：辛明、姜友石、陳利國、田春圃
- 剪輯：楊幸媛、陳穗生
- 責任編輯：黃昧魯、侯育中
- 化妝造型：王希鐘、顏碧君
- 化妝：沈月英、辛玲、劉岩、薛惠心
- 服裝設計：任奉儀、王輯珠
- 服裝：劉國榮、黃麗卿、呂樹萍、張景素、楊振海、周芳
- 道具設計：田世凱、郭大刀
- 道具：劉仁福、劉戰、常偉、林青心、郭子良、張建祥、段留安
- 照明設計：鞏春業
- 照明：李開烈、胡韜、蔡清華
- 副導演：劉斯民、高耘、周子和、辛生
- 副攝影：何永健、王遠東
- 副美工：張輝
- 副錄音：宋家禮、李雲平
- 副剪輯：魏群
- 擬音：溫湛林
- 煙火：黎國良、李志祥
- 置景：莫乃幫、寥民熙、麥賢文
- 製片：乜書傑、莫義明、明景生、蕭鷹
- 副製片：徐本寧、姜友文、方高寧、朱逢春
- 劇務主任：覃以剛、許其仕、李小克、尹蘭蘭
- 演奏：中國中央交響樂團
- 指揮：陳燮陽

## 獲獎
- 1992年第十二屆金雞獎故事片特別獎、最佳男主角、最佳化妝
- 1992年第十五屆百花獎最佳故事片、最佳男演員
- 1992年度政府最佳故事片獎
- 1995年「五個一」工程獎

## 外部連結
- 互联网电影数据库（IMDb）上《周恩來》的资料（英文）
- 豆瓣电影上《周恩來》的資料 （简体中文）
- 紅色電影經典之《周恩來》 （页面存档备份，存于）